# Waldteufel (Forstwirtschaft)

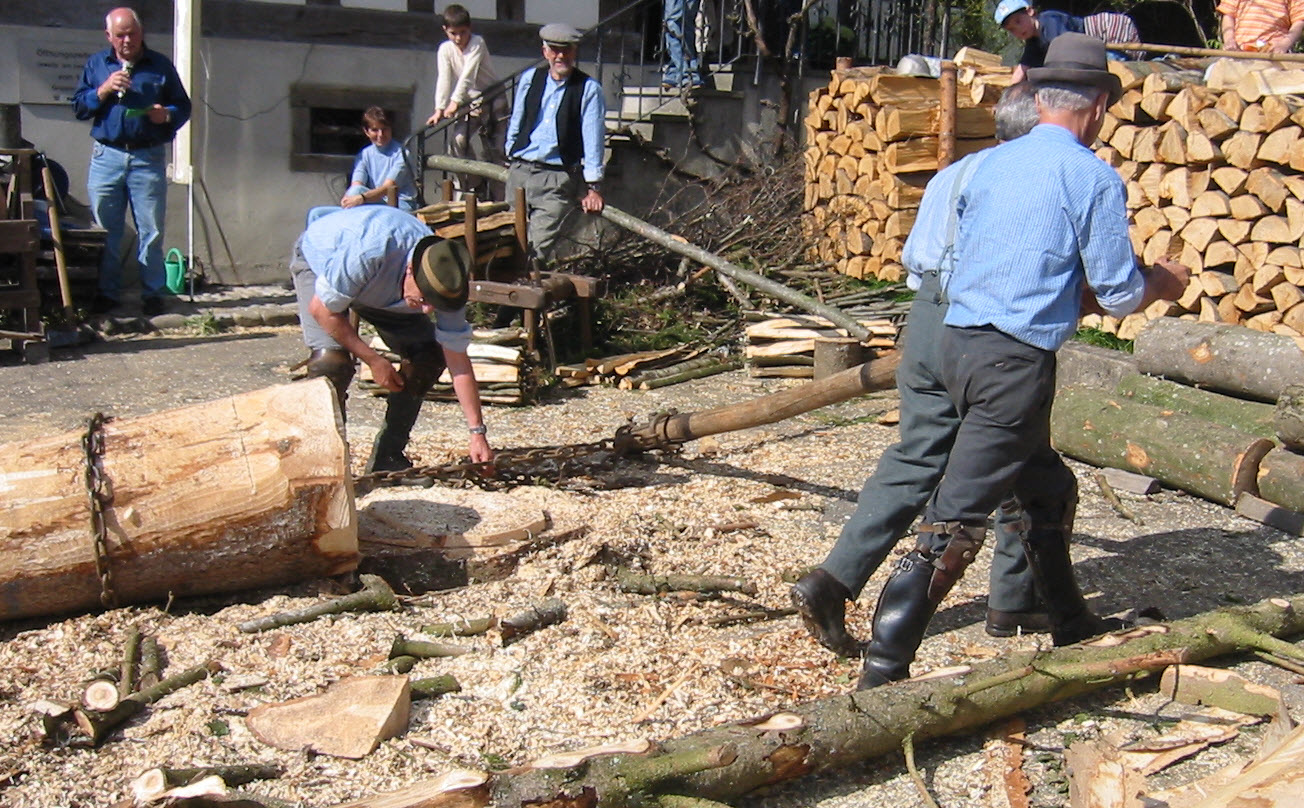
Vorführung des Waldteufels in Rafz (Kanton Zürich), 2004

Der Waldteufel (auch Reutelzug oder Höllenzwang genannt) ist ein Hebelapparat, der in der Forstwirtschaft eingesetzt wurde, um große Kräfte zu übertragen. Damit war es möglich, zu fällende Bäume umzuziehen oder auch am Boden liegende Stämme zu bewegen.

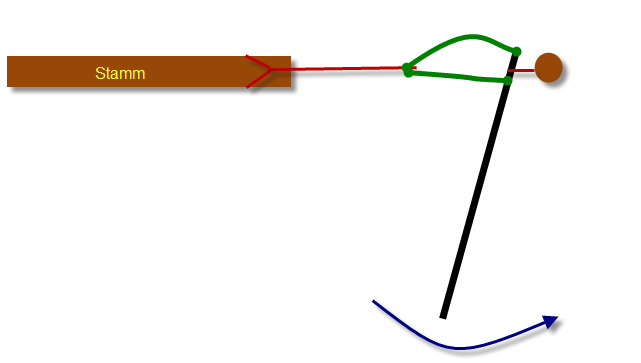
Skizze zur Funktionsweise

Der Apparat besteht aus einer mehrere Meter langen Holzstange, an deren einem Ende drei Ketten in kurzem Abstand (ca. 10 bis 15 cm) nebeneinander angebracht sind. Mit der mittleren Kette wird der Apparat an einem Fixpunkt (z. B. einem Wurzelstock) befestigt, die beiden äußeren Ketten werden in eine am zu ziehenden Stamm befestigte weitere Kette eingehängt. Wird nun der Hebel bewegt, so wird mit einer der beiden äußeren Ketten gezogen, während die andere äußere Kette entspannt wird. Am Totpunkt der Hebelbewegung wird die entspannte Kette umgehängt, so dass diese möglichst gespannt ist und bei der Rückwärtsbewegung des Hebels die Zugkraft überträgt. Dadurch kann bei jeder Bewegung des Hebels Kraft übertragen werden.
Ein Waldteufel wurde durch mehrere Arbeiter bedient. Zwei oder mehr Arbeiter bedienten den Hebel, ein weiterer hakte an den Totpunkten der Hebelbewegung die Ketten ein. 
In der Forstwirtschaft wurde der Waldteufel durch den Greifzug abgelöst, der inzwischen durch die Seilwinde verdrängt worden ist. Im Heimatmuseum von Rafz ist ein Waldteufel ausgestellt.